# Cazaquistão nos Jogos Olímpicos de Verão de 2024
Cazaquistão competiu nos Jogos Olímpicos de Verão de 2024 realizados em Paris, na França, entre 26 de julho e 11 de agosto de 2024. Foi a oitava participação consecutiva do país nos Jogos Olímpicos de Verão na era pós-soviética.
Foi representado por 79 atletas que competiram em 20 esportes. Conquistou sete medalhas, sendo uma de ouro com Yeldos Smetov na categoria até 60 kg masculino do judô; três de prata, com Nariman Kurbanov no cavalo com alças da ginástica artística, Demeu Zhadrayev na categoria até 77 kg da luta greco-romana e Nurbek Oralbay na categoria até 80 kg masculino do boxe; e três de bronze, com Gusman Kyrgyzbayev na categoria até 66 kg masculino do judô, com Nazym Kyzaibay na categoria até 50 kg feminino do boxe e com a dupla Alexandra Le e Islam Satpayev na carabina de ar 10 m misto do tiro esportivo.

## Medalhas
| Atleta                      | Esporte             | Evento                                | Medalha |
| --------------------------- | ------------------- | ------------------------------------- | ------- |
| Yeldos Smetov               | Judô                | Até 60 kg masculino                   | Ouro    |
| Nariman Kurbanov            | Ginástica artística | Cavalo com alças                      | Prata   |
| Demeu Zhadrayev             | Lutas               | Greco-romana até 77 kg masculino      | Prata   |
| Nurbek Oralbay              | Boxe                | Até 80 kg masculino                   | Prata   |
| Alexandra Le Islam Satpayev | Tiro                | Carabina de ar 10 m misto por equipes | Bronze  |
| Gusman Kyrgyzbayev          | Judô                | Até 66 kg masculino                   | Bronze  |
| Nazym Kyzaibay              | Boxe                | Até 50 kg feminino                    | Bronze  |

## Competidores
Esta foi a participação por modalidade nesta edição:
| Esporte            | Masculino | Feminino | Total |
| ------------------ | --------- | -------- | ----- |
| Atletismo          | 1         | 6        | 7     |
| Badminton          | 1         | 0        | 1     |
| Boxe               | 7         | 3        | 10    |
| Breaking           | 1         | 0        | 1     |
| Canoagem           | 4         | 2        | 6     |
| Ciclismo           | 3         | 0        | 3     |
| Escalada esportiva | 1         | 0        | 1     |
| Esgrima            | 3         | 1        | 4     |
| Ginástica          | 3         | 1        | 4     |
| Judô               | 5         | 3        | 8     |
| Lutas              | 8         | 0        | 8     |
| Natação            | 1         | 1        | 2     |
| Pentatlo moderno   | 1         | 1        | 2     |
| Remo               | 1         | 0        | 1     |
| Taekwondo          | 2         | 0        | 2     |
| Tênis              | 3         | 2        | 5     |
| Tênis de mesa      | 1         | 0        | 1     |
| Tiro               | 4         | 5        | 9     |
| Tiro com arco      | 3         | 0        | 3     |
| Triatlo            | 0         | 1        | 1     |
| Total              | 53        | 26       | 79    |